# Johan Stein
Pour les articles homonymes, voir Stein.
Cet article possède un paronyme, voir John Stein.
Johan Willem Jakob Antoon Stein (né le 27 février 1871 et mort le 27 décembre 1951) est un astronome et jésuite néerlandais.
Né à Grave (Brabant-Septentrional), il passe son enfance à Maastricht. En 1894, il termine une formation en philosophie ecclésiastique, puis étudie l'astronomie à l'Université de Leyde. Il fait sa thèse de doctorat sur la méthode Horrebow pour établir la latitude. Lors de l'obtention de son doctorat, en 1901, il enseigne déjà la physique et les mathématiques au St. Willebrord College de Katwijk (Hollande-Méridionale). Il est ordonné prêtre à Maastricht en 1903.
De 1906 à 1910, Stein est assistant à l'observatoire du Vatican. Par la suite, il joint les rangs du St. Ignatius College (en) d'Amsterdam, où il enseigne les maths et les sciences pendant vingt ans. En 1922, il devient membre des Commissions for Variable Stars de l'Union astronomique internationale (UAI). Après 1924, il rejoint l'association néerlandaise des astronomes amateurs. En 1930, il devient le directeur de l'observatoire du Vatican. Il prend en charge la modernisation des installations, ainsi que le déménagement de celles-ci à Castel Gandolfo en 1933.

## Prix et distinctions
Johan Stein est nommé chevalier de l'Ordre du Lion néerlandais par la reine Juliana.
Le cratère lunaire Stein (en), situé sur la face cachée de la Lune, est nommé en son honneur.